# Filière pomme en Tarn-et-Garonne
 (avril 2016).
Le Tarn-et-Garonne est le premier département producteur de pomme en France avec 276 510 tonnes produites en 2013.
Cet article propose une analyse de l'organisation de la filière, en particulier les étapes de la production et de la mise en marché.
Dans le département il y a de nombreuses variétés produites, principalement Gala, Golden, Granny Smith et Fuji.

## Production

### Données technico-économiques

#### Surface
|                          | 2000   | 2001   | 2002   | 2003   | 2004   | 2005   | 2006   | 2007   | 2008   | 2009   |
| ------------------------ | ------ | ------ | ------ | ------ | ------ | ------ | ------ | ------ | ------ | ------ |
| Surface Pommiers (en ha) | 53588  | 50766  | 50029  | 49223  | 48000  | 47454  | 44547  | 43236  | 42054  | 41143  |
| Sud-ouest                | 23,3 % | 23,6 % | 24,9 % | 24,8 % | 25,1 % | 25,1 % | 26,1 % | 22,8 % | 24,5 % | 24,7 % |
| Tarn-et-Garonne          | 9,3 %  | 9,3 %  | 9,9 %  | 10,1 % | 10,2 % | 10,4 % | 10,7 % | 10,3 % | 10,5 % | 10,6 % |

On peut constater que la part du département de Tarn-et-Garonne dans la production française de pommes a augmenté de 1,3 point entre 2000 et 2009.

#### Rendement
| Rendement                   | Tarn-et-Garonne | Tarn   | Autres départements |
| --------------------------- | --------------- | ------ | ------------------- |
| Surfaces en production (ha) | 4 452           | 316    | 248                 |
| Récolte (t)                 | 232 066         | 15 614 | 6 815               |
| Rendement (t/ha)            | 52,1            | 49,4   | 27,5                |

Avec un rendement de 52,1 tonnes le Tarn-et-Garonne se place en première position en France devant le Tarn avec un rendement de 49,4 tonnes et les autres départements de Midi-Pyrénées qui ont un rendement moyen de 27,5 tonnes. De ce fait on peut dire que le Tarn-et-Garonne est le premier département de production de pomme de Midi-Pyrénées.
Pour en arriver à un tel rendement en Tarn-et-Garonne, les exploitations ont dû s’intensifier et développer leur productivité et pour cela les exploitations ont optimisé toutes les étapes de production mais surtout leur technique de production comme faire des vergers en axe ou encore des vergers plus hauts ou même un éclaircissage plus minutieux.

#### Tonnage
| Variété        | Golden | Gala | Elstar | Belchard Chantecler | Canada Grise |
| -------------- | ------ | ---- | ------ | ------------------- | ------------ |
| rendement en t | 60     | 65   | 50     | 60                  | 60           |

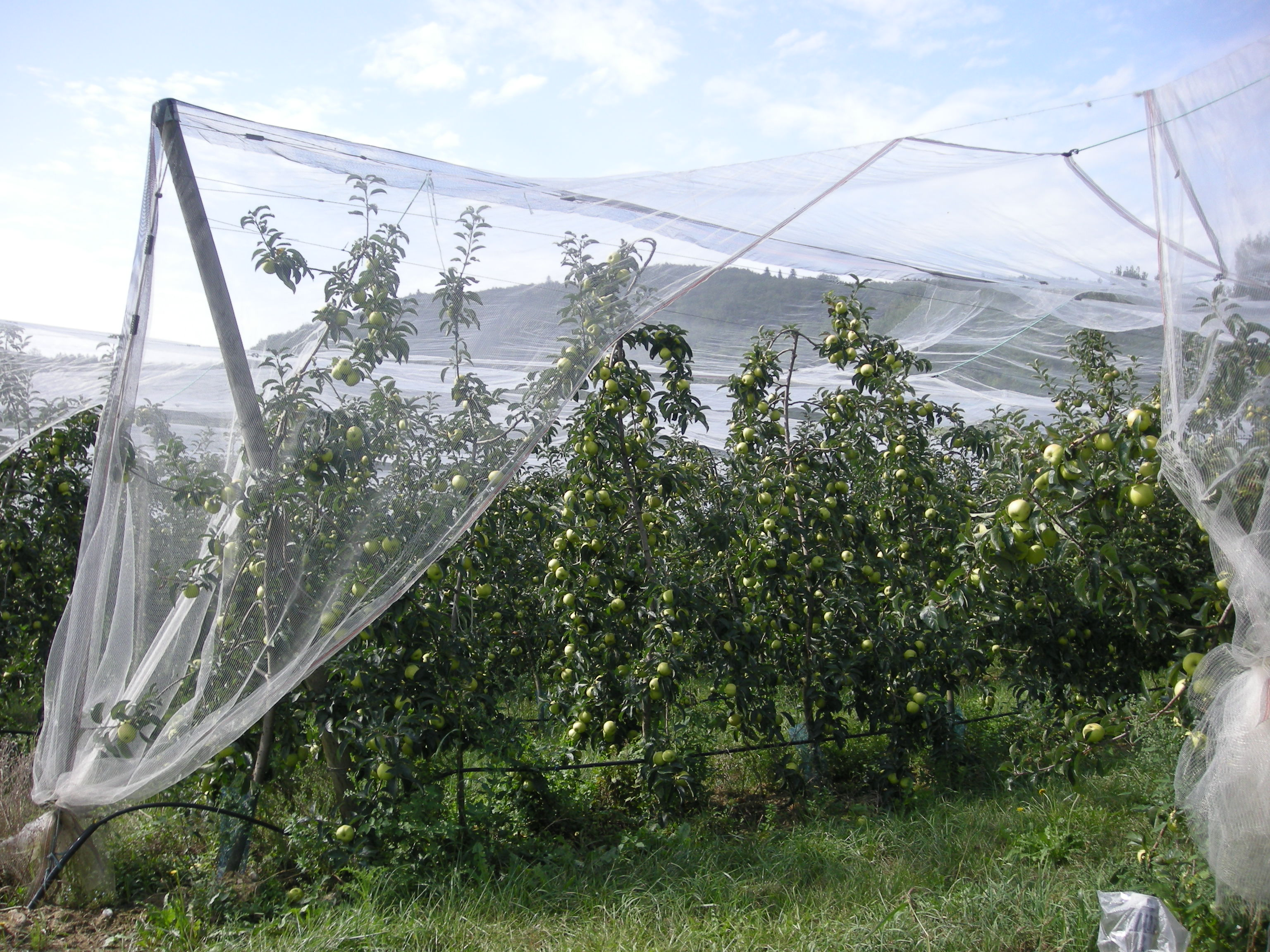
Verger de pommiers

Les rendements en pomme peuvent varier d'une année à l’autre à cause du climat, des ravageurs, des maladies ou encore de certaines bactéries qui peuvent diminuer les rendements voire, s'ils ne sont pas pris au sérieux, annihiler la production de l'année, et souvent cela entraine un malus sur les années suivantes. Comme pour la tavelure qui, si elle est mal gérée, va passer l'hiver dans les feuilles tombées au sol, revenir rapidement et en grand nombre l'année suivante.

#### Types et conceptions des vergers
La conception des vergers en Tarn-et-Garonne est un système en axe sous para-grêle. Les arbres font 3 mètres de haut avec un intervalle de 4 mètres d'inter-rang et 1 mètre entre chaque pommier et la densité est de l’ordre de 2000 à 2500 arbres par hectare en moyenne. Il y a aussi de plus en plus de vergers avec des filets altcarpo qui fournissent une couverture totale de la parcelle afin d’empêcher les insectes ravageurs de faire des dégâts sur les cultures et ainsi de diminuer la pression des produits phytosanitaires.

#### Âge des vergers
On peut dire que les vergers en 2010 sont plutôt jeunes voire fraichement plantés, ce qui veut dire que dans les années 2005 il y a eu une forte campagne de plantation dans le département ou de replantation de vergers de pommiers.
| Age des plantations des vergers de pommiers (ha) | Autres départements | Tarn | Tarn-et-Garonne | Midi-Pyrénées |
| ------------------------------------------------ | ------------------- | ---- | --------------- | ------------- |
| Moins de 5 ans                                   | 37                  | 68   | 1 191           | 1 296         |
| 5 à 10 ans                                       | 57                  | 95   | 1 311           | 1 463         |
| 10 à 15 ans                                      | 47                  | 78   | 956             | 1 082         |
| Plus de 15 ans                                   | 117                 | 96   | 1 452           | 1 666         |
| L'ensemble                                       | 258                 | 337  | 4 910           | 5 507         |

La première tranche d'âge de plantation des pommiers est inférieure à 10 ans avec 2 502 hectares soit 49 % des surfaces des vergers de pommes. La seconde tranche d'âge est celle des plus de 15 ans avec 1 452 hectares soit 31 % des surfaces. Le Tarn-et-Garonne représente en termes de surface 89 % des vergers de pommiers en Midi-Pyrénées. 
| Âge des plantations des vergers de pommiers (%) | Autres départements | Tarn | Tarn-et-Garonne | Midi-Pyrénées |
| ----------------------------------------------- | ------------------- | ---- | --------------- | ------------- |
| Moins de 5 ans                                  | 1                   | 1    | 22              | 24            |
| 5 à 10 ans                                      | 1                   | 2    | 24              | 27            |
| 10 à 15 ans                                     | 1                   | 1    | 17              | 20            |
| Plus de 15 ans                                  | 2                   | 2    | 26              | 30            |
| Ensemble                                        | 5                   | 6    | 89              | 100           |

On peut constater que le Tarn-et-Garonne est le département de Midi-Pyrénées qui domine la production de pomme avec 89 % des vergers de la région mais aussi le département qui renouvelle ses vergers le plus souvent car par rapport à l'âge des vergers il y a quasiment autant de vergers de moins de 5 ans que de plus de 15 ans, ce qui veut dire qu'il y a un renouvellement régulier des vergers chaque année.

#### Les variétés dominantes
| Variétés dominantes (ha) | Tarn-et-Garonne | Représentation en % |
| ------------------------ | --------------- | ------------------- |
| Gala                     | 1292            | 26                  |
| Golden                   | 728             | 15                  |
| Granny                   | 641             | 13                  |
| Fuji                     | 613             | 12                  |
| Pink Lady                | 361             | 7                   |
| Braeburn                 | 342             | 7                   |
| Reinette                 | 196             | 4                   |
| Rouge AM.                | 202             | 4                   |
| Résistant tavelure       | 189             | 4                   |
| Reinette du Canada       | 169             | 3                   |
| Non classées             | 51              | 1                   |
| Bicolores diverses       | 62              | 1                   |
| Reine des reinettes      | 29              | 1                   |
| Jaune Div.               | 19              | 0                   |
| Autres variétés          | 19              | 0                   |
| Ensemble                 | 4911            | 100                 |

En Tarn-et-Garonne on remarque qu'il y a 4 variétés dominantes qui sont :
- en premier, la Gala qui représente 26 % de la production totale,
- en second, la variété Golden avec 15 %,
- en troisième, la variété Granny avec 13 %
- en dernier, la Fuji avec 12 %.

Ces quatre variétés sont les plus dominantes en production de pommes en Tarn-et-Garonne, car la demande de ces variétés est plus importante.

#### Densité des plantations des vergers de pommier
| Densité des plantations des vergers de pommier en Tarn-et-Garonne | ha   | %  |
| ----------------------------------------------------------------- | ---- | -- |
| Moins de 500 arbres/ha                                            | 59   | 1  |
| De 500 à 1000 arbres/ha                                           | 372  | 7  |
| De 1000 à 1500 arbres/ha                                          | 878  | 16 |
| De 1500 à 2000 arbres/ha                                          | 1827 | 33 |
| De 2000 à 3000 arbres/ha                                          | 1727 | 31 |
| Plus de 3000 arbres/ha                                            | 47   | 1  |
| Ensemble                                                          | 4911 | 89 |

La densité de plantation des vergers de pommiers dans le Tarn-et-Garonne la plus prisée se situe entre 1500 et 2000 arbres/ha.

### Type de variété et qualité
|          | Résistante Tavelure | Résistance au gel   | Peu d'alternance |
| -------- | ------------------- | ------------------- | ---------------- |
| Unicolor | Santana             |                     |                  |
| Bicolore |                     |                     |                  |
| Strié    | Topaz               | Reine des reinettes |                  |
| lavé     | Ariane              |                     |                  |

#### Variétés sud-ouest
Les variétés du Sud-Ouest sont :
| Variétés                                  | Nom commercial |
| ----------------------------------------- | -------------- |
| Brookfield Baigent c.o.v Infel 7440       | Gala           |
| Buckeye Simmons c.o.v Infel 8150          | Simmons        |
| Galaval c.o.v                             | Gala           |
| Aporo Mariri red c.o.v Infel 8147         | Mariri red     |
| Zhen Aztec c.o.v Infel 9272               | Fuji           |
| Kiku Fubrax cov                           | Fuji           |
| Pink Lady Rosy glow c.o.v Infel 9448      | Pink Lady      |
| Golden delicious c.o.v Reinders Infel 631 | Golden         |
| Jeromine c.o.v Infel 7900                 | Jéromine       |
| Reinette grise du Canada clone Grand Faye | Reinette grise |
| Challenger Dalivair c.o.v Infel 6449      | Granny Smth    |

### Phytosanitaire

#### Maladies
Les principales maladies sont :

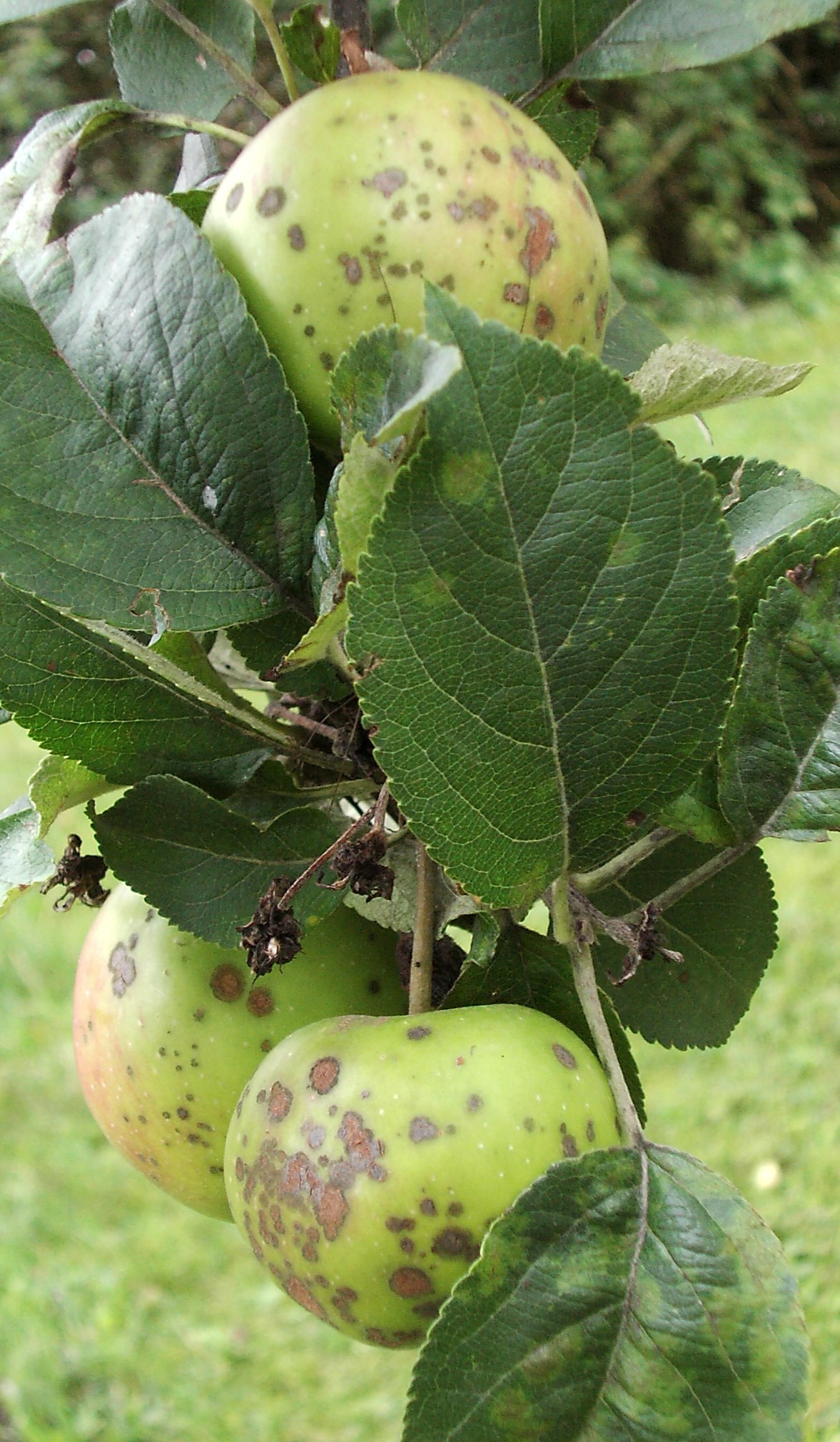
Tavelure

- Tavelure : champignon faisant des taches brunes ou noirâtres sur les feuilles et les fruits. Ce champignon n'est pas mortel pour la plante infectée mais elle cause beaucoup de dégâts surtout en production fruitière. Il s'élimine par un traitement de cuivre afin de l’empêcher de prendre pied sur l'arbre.

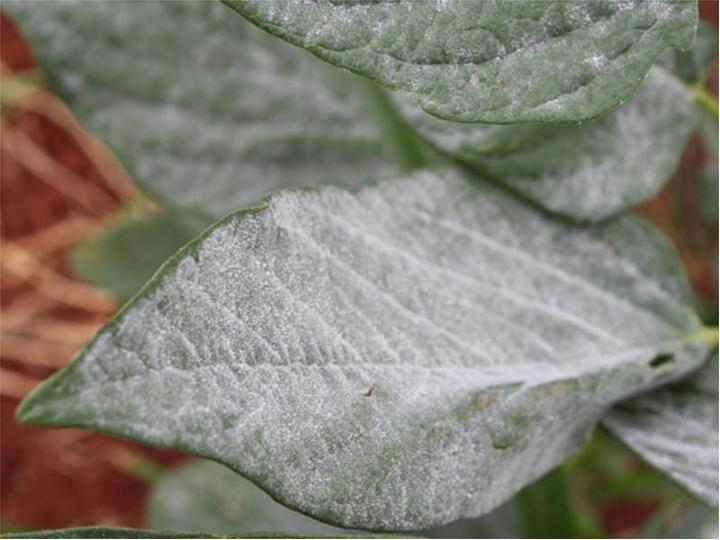
Oïdium

- Oïdium : champignon faisant des taches blanches sur les feuilles, les tiges et parfois sur les fleurs et les fruits. Ce champignon se combat par une aspersion de soufre sur l'arbre. Beaucoup de traitements différents sont disponibles pour éliminer ce champignon.

- Chancre : maladie qui s'attaque à l'écorce de l'arbre et provoque une nécrose. Elle peut être causée soit par des champignons, soit par des bactéries. Cette maladie affaiblit de plus en plus l'arbre jusqu’à ce qu'il meure et se transmet d'arbre en arbre. Pour combattre la maladie, il faut abattre l'arbre infecté pour ne pas contaminer les autres.

#### Ravageurs
Les principaux ravageurs sont :

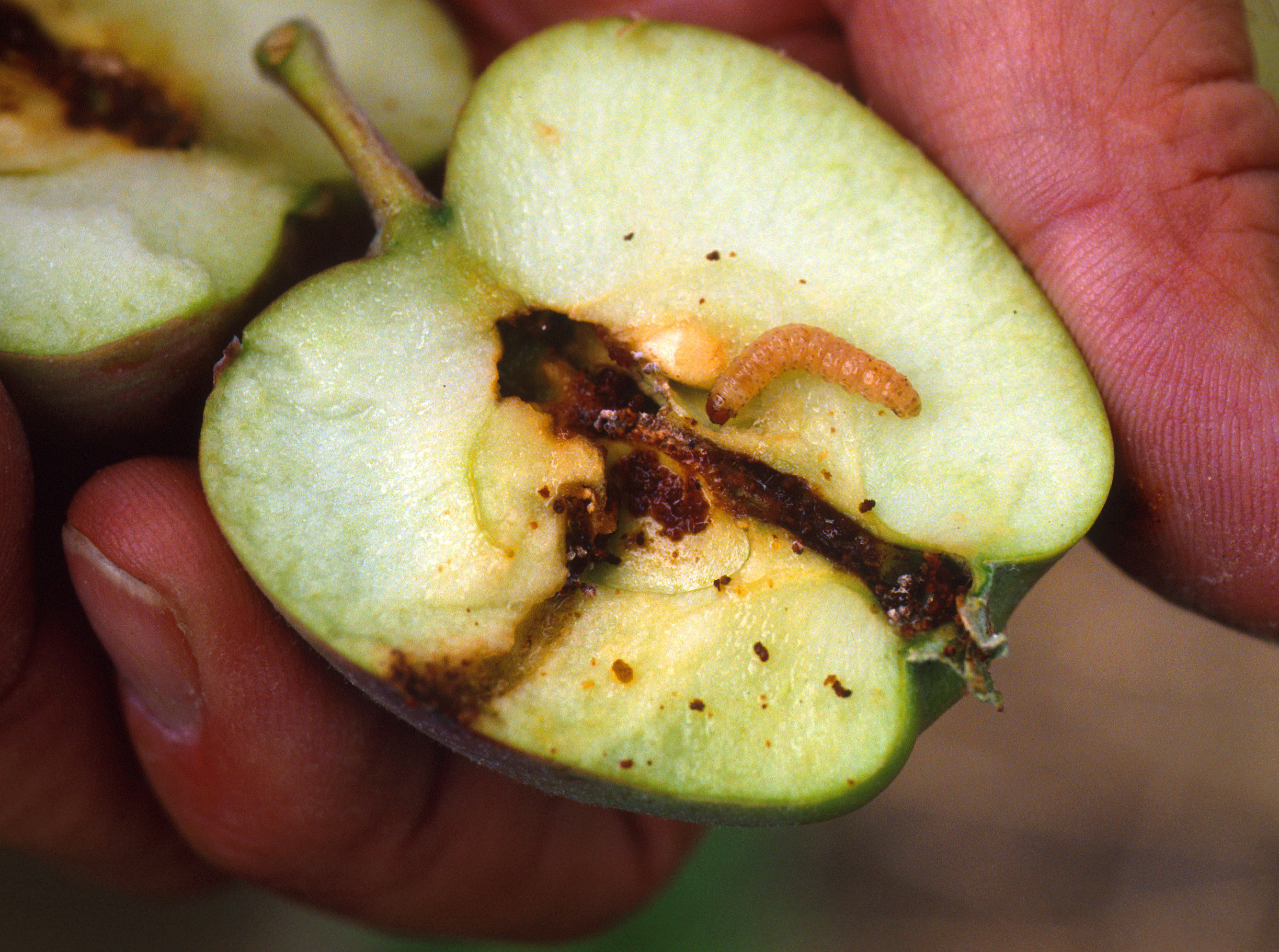
Carpocaps

- Carpocapse : ce qui provoque des dégâts sur la culture avec ce ravageur n'est pas l'insecte adulte mais plutôt son stade larvaire, qui creuse des galeries dans la pomme et de ce fait rend le fruit immangeable. Pour combattre cet insecte, on s'attaque directement à l'adulte pour l’empêcher de pondre sur l'arbre. Les traitements utilisés sont la confusion sexuelle qui consiste à mettre des diffuseurs dans la parcelle. Le mâle se retrouve confus et n'arrive plus à retrouver la femelle et ne peut donc pas s'accoupler. Ou on peut recouvrir la parcelle d'un filet appelé altcarpo qui recouvre entièrement la parcelle de pommiers, ce qui empêche les papillons mais aussi d'autres ravageurs d'atteindre les arbres.

- Puceron lanigère : provoque des malformations sur les jeunes pousses de l'arbre et ainsi diminue la production de fruits. Pour lutter contre ce ravageur on fait une pulvérisation d'huile minérale avant que la larve ne sorte de l’œuf, l'huile va étouffer les pucerons en les recouvrant et bloquant tous les échanges avec l'air extérieur (respiration).

- Puceron cendré : ce puceron fait de lourds dégâts sur les pommiers même avec une faible colonie. Ce puceron va par son attaque provoquer un enroulement des feuilles et une malformation des branches. Pour lutter contre ce ravageur on utilise de l'huile lors de son stade œuf comme pour le puceron lanigère afin de l'étouffer.

### Facteurs pédoclimatiques
Le département de Tarn-et-Garonne se situe dans un climat océanique dégradé qui a comme caractéristique d'avoir un hiver assez doux sans forte gelée, des précipitations assez régulières toute l'année, ce qui limite les périodes de sécheresse trop importantes mais il apporte aussi des gelées tardives vers la période de floraison. Sa situation au sud-ouest de la France lui fait bénéficier d'un ensoleillement de 2147,9 heures. En revanche le département est soumis à des orages assez forts accompagnés souvent de grêle ; c'est pour cela que les vergers sont équipés de filets para-grêle.
D'un point de vue géographique les vergers de pommes sont essentiellement situés en bord de rivières. Près de la rivière Tarn sont concentrés la plupart des pommiers. Cette situation a comme avantage la proximité d'un point d'eau et limite les gelées tardives fréquentes en plaine.

#### Sol
La podologie de Tarn-et-Garonne se caractérise par un sol profond à texture sablo-limoneux, c'est un sol d’alluvion qui facilite le développement racinaire en profondeur. Ce type de sol est très présent dans le département dû aux nombreux affluents du Tarn, de l’Aveyron et de la Garonne. Certains vergers sont implantés dans des sols de boulbène moins favorables au développement du pommier. 

#### Hydrométrie
Le climat de Tarn-et-Garonne se caractérise par une pluviométrie de plus ou moins 600 mm d'eau qui est exactement la demande en eau du pommier au cours de sa croissance entre avril et octobre. En Tarn-et-Garonne, le taux de précipitation total durant la période d'avril à octobre est de 391,6 mm en moyenne, le reste est apporté par l'irrigation soit 208,4 mm d'eau.

#### Ensoleillement
Le département connait un ensoleillement d'environ 1900 à 2500 heures. Cet ensoleillement est important pour la coloration de la pomme et le taux de sucre. Dans les zones très ensoleillées comme le Tarn-et-Garonne avec 2147,9 heures, cet ensoleillement laisse la possibilité d'avoir des pommiers plus hauts, 3 m de haut. Les plantations sont orientées en ligne nord-sud pour bénéficier aux maximum de l'ensoleillement. 

#### Vent
Les vergers de pommiers ne sont pas plantés dans les régions côtières ou dans des vallées étroites où les coups de vent sont plus violents et peuvent engendrer la casse et/ou des déracinements. Pour éviter le déracinement des arbres ils sont tous palissés.

## Organisation de cette filière
Étant le premier département producteur de pommes en France, le Tarn-et-Garonne a dû organiser sa filière en conséquence en privilégiant une démarche collective avec des organisations de producteurs OP (Quercy Soleil, Stanore,..) ou encore des Associations d'Organisation de Producteurs AOP (Bluewhale, etc.), et 9 Coopératives afin d'avoir une filière structurée et ainsi aborder le marché d'une seule voix.

### Circuit de commercialisation
La commercialisation se fait généralement par des circuits courts (Vente directe) avec des prix proches du prix au détail, ou par des circuits longs (via la grande distribution) avec des prix de marché de gros et l'export.
Aujourd'hui la commercialisation de la pomme en Tarn-et-Garonne passe principalement par ces deux itinéraires différents :
Chaque exploitation utilise un circuit de distribution adaptée à l'exploitation, c'est-à-dire que les plus grosses exploitations qui ont de hauts rendements, une forte  optimisation de la main d’œuvre souvent meilleure que les petites exploitations, vont pouvoir diminuer leur coût de production et ainsi pouvoir vivre avec un prix de vente un peu plus faible et ainsi ces exploitations vont le plus souvent se diriger vers les coopérative et la vente en gros.
À l'inverse les plus petites exploitations qui ont des coûts de production plus élevés vont se tourner vers de la vente au détail.
En fonction du type de production, le producteur doit vendre en conséquence, par exemple, un producteur de pomme qui fait un rendement de 50 t par an ne peut pas écouler sa production avec uniquement de la vente directe, cela est impossible.

#### Les modes de commercialisation
Les modes de commercialisation en Tarn-et-Garonne sont :
| En nombres d'exploitations | Autre département | Tarn | Tarn-et-Garonne | Midi-Pyrénées |
| -------------------------- | ----------------- | ---- | --------------- | ------------- |
| Hors OP                    | 61                | 13   | 189             | 263           |
| En OP                      | 12                | 9    | 214             | 235           |
| Ensemble                   | 73                | 22   | 403             | 498           |

En Tarn-et-Garonne le nombre d'exploitations vendant en OP est plus important alors que dans les autres départements, c'est l'inverse.
| Mode de commercialisation en tonnes  | Autre département | Tarn   | Tarn-et-Garonne | Midi-Pyrénées |
| ------------------------------------ | ----------------- | ------ | --------------- | ------------- |
| commercialisé en OP                  | 2 893             | 12 715 | 188 788         | 204 396       |
| Commercialisé par grossiste hors OP  | 659               | 137    | 16 429          | 17 225        |
| Commercialisé par expéditeur hors OP | 0                 | 680    | 18 330          | 19 010        |
| Vente directe                        | 1 912             | 860    | 3 061           | 5 833         |
| En grande distribution               | 577               | 318    | 2 086           | 2 981         |
| Export                               | 0                 | 0      | 520             | 520           |
| Transformation                       | 427               | 211    | 655             | 1 293         |
| Ensemble                             | 6 468             | 14 921 | 229 869         | 251 258       |
| Commercialisation AB                 | 548               | 226    | 648             | 1 422         |
| Conditionnée sur l'exploitation      | 15 686            | 7 087  | 739 608         | 762 381       |

Le mode de commercialisation en tonne se fait surtout par l'intermédiaire d'OP autant en Tarn-et-Garonne que dans les autres départements. En effet il est difficile découler sa production par la vente directe surtout si elle atteint plusieurs centaines de tonnes.
On peut constater que cette filière de commercialisation est la plus prisée au sein des exploitations de Tarn-et-Garonne pour la vente de pomme car elle est basée sur le groupement de producteurs. Cela permet aux arboriculteurs de ne former plus qu'un lors de la vente afin de stabiliser les prix, mais surtout de pouvoir peser plus lourd lors de la formation du prix avec les acheteurs. Les organisations de producteurs permettent aussi d'écouler rapidement une grande production que la vente au détail.

#### La vente directe
La vente directe est très peu développée dans le département. La vente directe est un mode de commercialisation dit de circuit court. La commercialisation se fait sans intermédiaire entre le producteur et le consommateur. La vente se fait surtout sur des marchés, directement à la ferme où il y a aussi le système des associations pour le maintien d'une agriculture paysanne (AMAP).

### Prix de vente
Les prix de la pomme pour la plus grande partie des pommes de Tarn-et-Garonne sont fixés par la vente en coopérative et de ce fait les prix sont assez stables, même si les prix varient d'année en année suivant la production et la consommation. Les prix aux producteurs qui sont donnés par la coopérative se situent entre 0.30 et 0.50 euros le kilo en moyenne.

## Organismes professionnels

### Institutionnelle
- Direction départementale de l'Agriculture et de la Forêt
- Chambre départementale d'agriculture de Tarn-et-Garonne

### Recherche
- SICA Cefel Le Cefel est un acteur important dans la filière arboricole de Tarn-et-Garonne dans l'expérimentation variétale, mais aussi de nouvelles techniques de lutte contre les ravageurs et même les maladies.
- CTIFL